# 巴彦木仁苏木
巴彦木仁苏木，是中华人民共和国内蒙古自治区阿拉善盟阿拉善左旗下辖的一个乡镇级行政单位。

## 行政区划
巴彦木仁苏木下辖以下六個嘎查：
联合嘎查、乌兰布和嘎查、上滩嘎查、巴彦套海嘎查、巴彦树贵嘎查和乌兰素海嘎查。